# 山葉FZR150
YAMAHA FZR150是由台灣山葉機車公司所製造販賣的摩托車，車種代號為3KW。

## 概要
山葉FZR150為台灣山葉機車生產第一款四衝程具備了V型雙汽缸配置的摩托車，採用了雙樑翼型式車架、17英吋鋁合金鑄造前後輪框、直徑33公釐前潛望鏡式正叉避震器，及中置六連桿式300公釐後避震器、245公釐雙碟式前煞車盤及210公釐直徑後碟式煞車盤。為台灣山葉機車在20世紀最後生產的一款仿賽車風格摩托車。1990年最早引擎生產型號為3KW-0，1990年4月26日發布記者會，並於1998年停產，最終引擎生產型號為3KW-5。

## 研發設計歴史

### 引擎與供油系統開發
1989年台灣山葉機車選擇以海外山葉XV250 （页面存档备份，存于）引擎為參考藍本，並且委由日方協助重新設計一款專用的氣冷V型雙缸引擎，改善了原族系引擎曲軸平衡、半球型燃燒室、曲軸柄形狀、高角度凸輪軸，此番重新設計讓引擎轉為高轉動力輸出引擎，此款引擎於1987年重新設計完成。
搭載跑車級別4.5L大型集氣盒與配置有加速泵的Mikuni特製BDS26下吸式負壓並聯雙化油器，供油系統為直線補給油氣，讓燃油阻力低流速上限能更高。雙喉供油與大型集氣盒，能給引擎穩定且低溫高密度的穩定油氣壓，達到提升引擎性能與降低油耗。
排氣段部分也有重新優化2-1下繞集合管型式的排氣管能更安靜、低震動，平衡性更好，再加上重新設計的密齒比六檔變速箱及高扭力的一次減速比，設定為仿賽性格的市售跑車。

### 外型設計與配色
外型方面初期以日本FZR250 （页面存档备份，存于）（型號2KR）的外型、花色作為參考基礎，從而打造出一台十分相像的小型化台灣限定仿賽車。(對應當時石油危機，台灣政府禁止輸入與製造150cc以上排氣量兩輪機車)

## 車行維修與保養面臨的問題
FZR為台灣山葉於1986年成立後，首款研發四衝程V型雙汽缸性能打檔車。
台灣山葉因為前兩個發售YAMAHA車子公司(萬山、功學社)生產妥善率與口碑佳的二行程車，讓80年代YAMAHA在台灣的品牌字樣被新聞媒體貼上了烏賊車稱號。
當時中華民國政府主導的環保法規，新成立的台灣山葉想製造出更環保機車，當初立項就是要跟循政府環保政策。在日益嚴格的環保法規下，早於市場優先導入性能車使用較節能的四衝程引擎，力圖先投入資金在此塊市場，進而生產的多汽缸車。
整台車比照日本生產規格組裝規範，關鍵零件還是日方製作，但沒想到車子發售後，車廠對於市場教育不夠，市場上沒有幾家車行能精修此複雜系統的車種，在車行維修口碑不好、維修整備遇到很多客訴與問題，所以當時有大量有維修問題的FZR150賣出到二手車行。

## 引擎潤滑系統與後缸縮過熱事件
FZR150初代於1990年市售後，除了幾批系統有召回事件，後續YMT旗下車行陸續收到後缸縮缸與行駛中引擎過熱反應。1992二代FZR因此增加一個機油冷卻器來增加機油壽命，進而改善引擎潤滑、散熱、清潔。
1998車子停產後，2002台灣加入WTO後，市場被迫開放，便有公司行號導入國外重型機車，且遇到2000年網路資訊爆炸，開始有車行探討當初為什麼和外國進口機車一樣設計的YMT FZR會有問題
- 其一是本來就很複雜的系統(參與上述條目)，在當時車行只會修結構簡單的單化油器氣冷二行程單汽缸車，台灣機車行普遍採用師徒制的教育體系，所以很少車行會按照原廠維修手冊規範對車子施工、調教。

- 其二是遇到3KW/3YB引擎原來就是相對於市場，為較精細的高功率輸出、高壓縮比高重疊角之多汽缸引擎，需要符合規格的設定調教與符合規範的機油潤滑與洽當的空燃比調整。在前後缸平衡不佳(前後缸工作狀況不一樣)、機油濾芯忘記換、使用低於原廠建議的潤滑機油與燃燒效率不佳的燃油(甚至不乏機油少加入引擎1L，而造成潤滑不足縮缸這種事件)，造成後缸過熱或燒活塞環。

## 車款後繼影響

### 車款後繼研發
四衝程導入台灣山葉公司，卻遭逢水冷速可達迎光150(FLY ONE 150)，半水冷系統惡評與FZR150車行維修妥善率問題，在氣冷四衝程EV4 125cc速克達市場穩定後，台灣山葉也趨於保守不敢再特別開發多汽缸與半水冷系統。(1998年推出四衝程全水冷Majesty 125 原場代號5CA)
後繼的3KW/3YB引擎使用計畫也被喊停，此顆引擎也變成是全世界唯一使用在YMT FZR150 /YMT FZ150車上的引擎。佔股51%的日本山葉母廠，在成立後陸續發表FZR150、FZ150、SR150、DRAG FIRE 150(跩哥150)等打檔機車後，因應台灣市場生產導向，在2008 SR150(愛將150)停產後多年再無後繼打檔車種研發生產計畫，母廠日本山葉也把台灣山葉設定為母廠在速客達市場的開發中心。

### 引擎發展延伸的YAMAHA XV125
日方開發FZR150引擎後，1997母廠也推出同行程不同缸徑的小型美式嬉皮車XV125，並持續賣到2004年。但此款車YMT並未引進在台灣販售。

## 設計特點
YMT FZR150在Yamaha袋井測試場 （页面存档备份，存于）研發測試，協助測試與代言是當時的GP500車手 平宗彥(Tadahiko_Taira （页面存档备份，存于）)。採用了前雙碟式煞車，後單碟式煞車，重新調整設計之V型氣冷雙缸引擎與優化的供油系統、進排氣系統，搭配日本母廠技術的剛性雙樑翼Deltabox車架與MONO CROSS六連桿式中置避震，整體車身採用日規四衝程250cc級別仿賽之設計，加上 144 公斤的裝備重量(二期機油冷卻器版裝備重量達148公斤)，使得車輛在彎路行駛及高速行駛時的穩定性、引擎運轉品質，全面超過當時市面上任何一款打檔摩托車。

## FZR一代
第一代的YMT FZR150造型參考日本FZR250 （页面存档备份，存于）（型號2KR），大燈為雙圓燈，初期並無機油冷卻器。排氣管為黑色2-1中央燃燒前後排氣之下繞集合式排氣管。

## FZR二代
第二代的YMT FZR150造型參考日本FZR250R（型號3LN）與同期FZR日規系列拉花。頭燈造型為改為仿FZR250R之單體式蝴蝶燈，並加裝延長機油壽命的機油冷卻器。

增設油溫控制的AIS（熱怠速空氣補償系統）、二次空氣補償裝置(PLS-AIS)、EEC蒸發油氣控制、PCV曲軸箱廢氣回流等等環保裝置對應新的法規，化油器亦改為二期Mikuni化油器，油針部分也不一樣並增設接環保裝置的管線孔位(請參閱規格表化油器部分)，位於下方的化油器保護墊形狀也不一樣；車身部分排氣管改為烙LOGO字樣白鐵管、前土除形式改變，改善空力、把手左開關設置超車燈、主電線增加環保裝置的接頭與油溫偵測線頭；車架增設環保裝置的固定孔位、4.5L空濾盒與岐管也新增許多管線的孔洞；另大牌架因應中華民國換6碼白底新車牌，取消原來7碼長形綠底黑字車牌，所以大牌架也略為變窄。

## 延伸車種
FZ150系列(YMT FZR150街車版本)

## 同名車種
- FZR250 （页面存档备份，存于）
- FZR400 （页面存档备份，存于）
- FZR500(僅限奧地利發售)
- FZR600 （页面存档备份，存于）
- FZR750 （页面存档备份，存于）
- FZR1000 （页面存档备份，存于）

## 規格

### FZR150（機型編號3KW）規格
- 全長：1,960公釐
- 全寬：680公釐
- 全高：1,060公釐
- 座高：745公釐
- 軸間距離：1,345公釐
- 最低地上高：140公釐
- 基本重量：144公斤(含引擎潤滑油與燃油滿箱)
- 最小回轉半徑：2,800公釐
- 引擎開始打刻號碼：3KW-000101
- 缸頭型式：單頂上凸輪軸(Single Overhead Camshaft，SOHC)
- 引擎型式：四行程氣冷式引擎(Four-stroke Air-cooled engine)
- 引擎曲軸端軸承：液壓軸承(軸瓦/波斯曲軸)
- 汽缸排列：V型60°夾角/雙汽缸
- 總排氣量：149 cm3
- 缸徑X行程：45X47 公釐
- 最大馬力：17.4ps/11000rpm
- 最大扭力：1.22kgm/8500rpm
- 壓縮比：10.7：1
- 壓縮壓力：10 公斤/cm2/300r.p.m
- 起動方式：電動/腳踩(選配)
- 駐車方式：側駐/中駐(選配)
  - 踩發桿與中置駐車架皆為購買時候選配
- 燃油:無鉛汽油
- 機油:

  -     - 潤滑方式：油槽式
    - 機油等級：Yamaha EFERO級 MA2機油
    - 定期換油量：1,800cc
    - 定期換油量(包含拆換機油濾芯時)：2,000cc
    - 引擎總油量：2,250cc
    - 機油過濾方式：濾網式(需底漏打開)、紙式濾芯(兩次換油更換紙濾一次)
- 油箱容量：10L(預備油1.9L)
- 化油器型式/廠牌/數量：BDS26/MIKUNI /1
- 火星塞型式/廠牌/數量：C7HSA/NGK /2
- 傳動機構
  - 一次減速比：85/25(3.4)
  - 二次減速比：50/13(3.85)
- 變速箱型式：六段常嚙合齒輪式
  - 一檔齒輪比：43/16(2.688)
  - 二檔齒輪比：38/21(1.810)
  - 三檔齒輪比：33/24(1.375)
  - 四檔齒輪比：30/27(1.111)
  - 五檔齒輪比：28/30(0.933)
  - 六檔齒輪比：26/32(0.813)
- 化油器油嘴號數：主噴油口 #97.5 油針：前缸後缸相同4DLV8-3
- 車架型式：方管鐵質鑽石型車架(鐵製twin spar frame) 山葉DeltaBox專利
  - 傾斜度：25.5°
  - 導距: 89 公釐
- 把手型式及位置：分離式/位於上三角台下方
  - 左右平衡端子：外型較短/同FZ2，重量約295g，料號開頭：3KW
- 輪框及輪胎：
  - 前輪廠牌及規格： ENKEI/17"X2.15" 90/80-17 46S
  - 後輪廠牌及規格： ENKEI/17"X2.5" 110/80-17 57S
- 前煞車系統
  - 前總泵廠牌及規格：NISSIN/側推式 14 公釐
  - 前煞車卡鉗規格及數目：AKEBONO/對向二活塞 /2
  - 前煞車碟規格及數目：直徑245 公釐 厚度4 公釐 大六孔雙碟盤 /2
- 前避震器規格以及數目即行程：33 公釐油壓筒式前避震器 /2/140 公釐
- 後煞車系統
  - 後總泵廠牌及規格：NISSIN/直推式14 公釐
  - 後煞車卡鉗規格及數目：AKEBONO/對向二活塞 /1
  - 後煞車碟規格及數目：直徑 210 公釐 厚度 5 公釐 三孔單碟盤 /1
- 後避震器規格及數目：MONO CROSS多連桿式單槍 /1
  - 上圓桶：39X26公釐
  - 下U型座：40X30公釐
  - 上下鎖點中心間距：300公釐
  - 單體外部總長：330公釐
  - 彈簧長度：190公釐
  - 彈簧外徑：62公釐
  - 彈簧內徑：40公釐
  - 彈簧線徑：11公釐
  - 彈簧圈數：7(8)
  - 緩衝器單體外徑：32公釐
  - 緩衝器單體長：180公釐
  - 六段預載可調：可調整的彈簧預載量10公釐
  - 多連桿形式:6連桿連接式 ，日本山葉Mono Cross專利技術
- 點火系統規格及廠牌：C.D.I.(電容放電)引擎轉速限制12700r.p.m./台灣TIIC
  - 點火正時：4°(1500r/min) 35°(4000r/min)
- 大燈規格：仿FZR250雙圓燈 小盤30/30W /2
- 小燈規格：T10 12V 5W /1
- 儀表照明燈：T10 12V 1.7W /3 T6.5 12V 1.7W /1
- 空檔指示燈：T10 12V 3.4W /1
- 方向指示燈：T10 12V 3.4W /1
- 遠光指示燈：T10 12V 3.4W /1
- 儀表樣式：黑底
  - 指針：白

### FZR150（機型編號3KW2）規格
引擎車架樣式同3KW但有下列變更：
- 引擎開始打刻號碼：3KW-500101
- 全長：1,965公釐
- 全高：1,065公釐
- 座高：750公釐
- 最低地上高：145公釐
- 二次減速比：58/15
- 基本重量：148 公斤(含引擎潤滑油與燃油滿箱)
- 前輪 17"X2.15" CHENG SHIN/C-931 100/80-17 52S
- 增加機油冷卻器Oil-cooling system
- 化油器油嘴號數：主噴油口 前缸#97.5 後缸#92.5 油針：前缸4FJZ1-3 後缸4DXZ-3
- 油溫控制的AIS(熱怠速空氣補償系統)、二次空氣補償裝置(PLS-AIS)、EEC蒸發油氣控制、PCV曲軸箱廢氣回流等環保裝置
- 點火正時：5°(1500r/min) 36°(4000r/min)
- 大燈規格：仿FZR250R蝴蝶燈 小盤 30/30W /2
- 小燈規格：T10 12V 5W /2
- 儀表樣式:
  - 速度表：黑底白環
  - 轉速表：白底
  - 指針：黃

## 市場評價

### 優點
- 運轉排氣聲音好聽。引擎大幅更改設計且搭配V型點火，打造出獨特高頻雙缸共鳴聲。
- 轉速域高。雖然為長行程引擎(缸徑45釐米*行程47釐米)，但相對於單缸車的大缸徑，FZR出力轉速可以輕鬆輸出到10000轉以上，且是有持續發力。
- 組裝品質高，零件用料好。導入日本組裝生產規範，且車體關鍵零件都為日本生產。
- 制動系統品質高。制動系統採用NISSIN總泵，前雙碟盤對向式二活塞、後單碟盤對向式二活塞卡鉗，原廠即強調是3碟盤式剎車系統，在當時比很多汽車前碟後鼓煞還先進；前雙碟雙對向制動力也不輸近幾年台灣新車才使用的對四卡鉗，後卡鉗使用對向活塞，甚至比很多現代重車用的還好，
- 車體結構性強。車體本身為250cc設計，加上燃油系統設計佳，即使裝XV250系統，但懸吊、剎車、車體、進排氣都不需要更換，校調即可對應250cc動力。也因車體結構佳，龍潭TIS賽車場常見車手使用這台車參加比賽。也因為車身結構剛強，這台車在彎道中和國產車比極限較高，鮮少出現動態不穩定。
- 引擎有同族系引擎可使用。3KW/3YB當初是XV250基礎開發的引擎，直到現在中國與美國都還有使用XV族系的引擎，所以引擎相關料件還是不少。除了無6檔密尺變速箱，其他都還有還有生產。甚至此族系更有DOHC、水冷與噴射相關的延伸車系，也對於引擎周邊未來提升有更多開發空間。

### 缺點
- 車體過重。150cc拖動250cc等級車體，加上較重的四衝程雙缸引擎，相對於車體結構帶來的重量，引擎的扭力輸出不夠，在那個90年代初，對手都是輕量化的二衝程運動車，動力對決上先天吃虧。
- 引擎較重。車體重心控制問題。因為這款原規格為250，加上又雙缸型式，兩個汽缸、兩個缸頭以及較多的機油量，讓車體重心偏向前方。輕量化的車身相較於較重的引擎，所以入彎要很確實的做好重心置換等動作，不然前輪胎受力會很大，對於騎士操控車子技術有一定的要求。此外因此原因也造成珠碗與前叉行駛中更多的壓力。
- 車體結構複雜。雙缸、雙化油器、多連桿系統、高燃效的供油系統，相對於國產其他車種，較複雜設計讓後續車體維護出現困難。
- 燃油系統的汽油旋塞止逆閥容易老化與卡髒東西，而造成雙向內漏燃油到化油器，如油壓遇到三角油針老舊無法止壓，容易造成燃燒室被燃油淹沒。此外燃油系統為機械物理式負壓供油，雖能達到更好的燃油效率，但是較多與較小的零件，都更需要注意與檢查油箱三寶(汽油旋塞、化油器、汽油泵)，不然不健康的供油系統做動不良，會直接影響車子運作順暢度與燃油效率，甚至更造成車子故障造成顧路。
- 車殼鎖點年紀到易脆化。
- 整流器散熱不佳，無散熱鰭之設計造成本體高溫。
- 引擎高溫，電盤壽命不長。
- 在引擎機油潤滑不佳、空燃比調整不佳下，後缸在調整平衡不佳、燃油散熱不足狀況下易縮缸。(原廠二期有增加機油冷卻器，來延長機油壽命)
- 曲軸大小端液壓軸承需要足夠的油壓來確保工作狀態，相對於國產用其他形式的軸承，FZR使用汽車常使用更強健的液壓軸承，因此原因更需要良好且足夠的機油來做潤滑。
- 相對於高轉速域出力，原廠為長行程引擎(缸徑45釐米*行程47釐米)，較長的缸徑行程比。設計長的曲軸連桿，在高轉速有較小擺幅有利於引擎的震度、高轉的運作效率與運作細膩度，但相對較細長的連桿在高轉時承受的力也更大，在機油油膜保持與改裝領域負擔也較大。
- 側整流罩的雙導風孔設計是有往後缸送冷空氣的，能確實通過空力流體帶走引擎後缸溫度。但需要在中高速以上巡航行駛才有效果。市區走走停停又裝設側整流罩，反而讓引擎後缸沒有足夠撞風與散熱，長久對於後缸工作狀況是不好的影響。
- 相較於較粗壯沖壓板件的主車架，副車架用比較單薄的鐵製方管，車子年齡到遇到沒照顧的後剎車系統造成漏油或著是電池蒸發液體漏液，都會造成左右兩側副車架烤漆損傷更有可能鏽蝕斷裂。

## 停產
20世紀末由於產品銷售週期趨於末期，產品更新趨於停滯，台灣山葉(YMT)因應母廠生產定位，所以無後續繼任車種研發計畫。最終台灣山葉(YMT)在1998年終止了YMT FZR150/YMT FZ150全車系的生產。

## 出現在影視文學中
- 我難過(音樂MV)(由陳信榮作詞、周傳雄作曲，無限願景音樂工作室製作，於2002年發行)，收錄臺灣演藝團體5566的CD歌曲，為該年播出的籃球題材偶像劇《MVP情人》片尾曲。
- FZR女孩(小說)(作者東燁，商周，2008/01/27出版)。
- 青梅竹馬(電視劇)(導演蔡東文、余蒨蒨、楊冠玉、柳廣輝，2009年12月8日首播)
- 翻滾吧！阿信(電影)(導演林育賢，2011年8月12日公開上映)。
- 親愛的奶奶(電影)(導演瞿友寧，2013年1月公開上映)。
- 雨後驕陽(電視劇)(導演周曉鵬、葉鴻偉，2014年3月24日首播)
- 我的少女時代(電影)（導演陳玉珊，2015年8月13日上映），男主角徐太宇(王大陸 飾)騎乘的FZR150一代。
- 1989一念間(電視劇)(導演郭春暉，2016年1月22日首播)。

## FZ零件停產及零件流用
YMT FZR族系於1998年全面停產。目前除車上少數與台灣山葉車種通用零件，大多數零件已經斷料，台灣山葉原廠模具也於法定時間後全數銷毀，日製零件大多數也停產。也因為台灣山葉此車系沒有外銷過，所有零件維修必須找庫存零件或是凱汰。
與日本製造的Yamaha XV250、Yamaha XV125、SRV250引擎部分零件可以通用，而美國與中國大陸亦還有XV250族系(66公厘曲軸系列)噴射引擎新車生產；前後懸吊系統與剎車系統也與同年代日本山葉車子部分通用。